# Zalissa pratti
Zalissa pratti är en fjärilsart som beskrevs av Bethune-Baker 1906. Zalissa pratti ingår i släktet Zalissa och familjen nattflyn. Inga underarter finns listade i Catalogue of Life.

## Bildgalleri

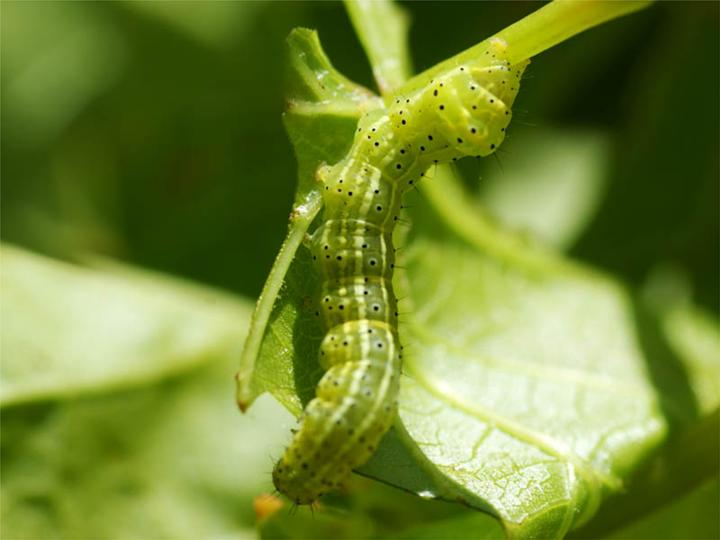
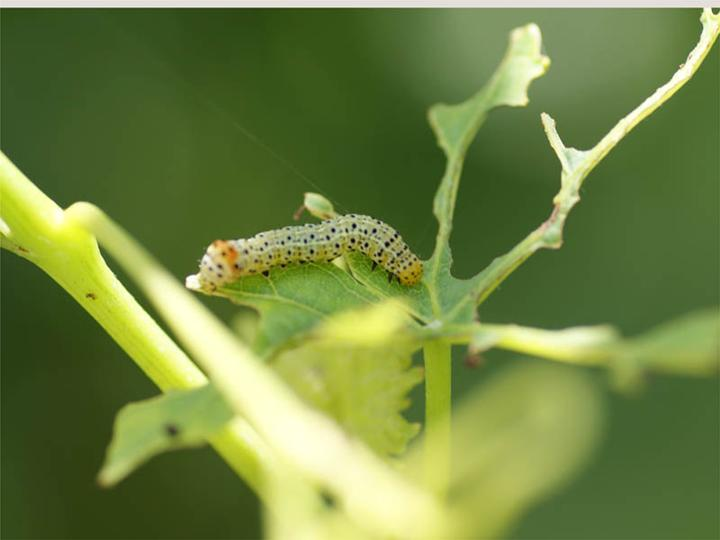